# Paranomus
Paranomus (лат.) — род растений семейства Протейные, в который входят 18 видов цветущих растений. Эндемики Капской области Южной Африки.

## Описание
Все виды Paranomus являются кустарниками, хотя некоторые могут быть довольно высокими. Например, P. tomentosus могут достигать высоты небольшого дерева — до 3 м. Как и у близкородственных растений рода Serruria, Paranomus имеют раздельные листья, хотя отличительной чертой рода является то, что отдельные растения некоторых видов могут иметь как раздельные листья, так и только минимально раздельные или даже не раздельные. Другие необычные особенности листьев состоят в том, что они не имеют чётких верхних и нижних поверхностей, а также примитивное расположение листьев. Цветочные головки — колосовидные соцветия, в которых цветы сгруппированы в четвёрки, а каждая группа находится под кожистым прицветником. Подобные раковине прицветники остаются на растении в течение года или дольше, даже после того, как семена упали. Взрослые растения не выживают после пожаров, а регенерируют из семян.

## Ареал и местообитание
Растения рода Paranomus встречаются в горных районах Западно-Капской и Восточно-Капской провинций Южной Африки от горного массива Седерберг до города Эйтенхахе. Наиболее распространены в окрестностях Каледон, Вустер и Свеллендам. Часто ассоциированы с финбошом.

## Виды
Следующие виды относят к роду Paranomus:
- Paranomus abrotanifolius Salisb. ex Knight
- Paranomus adiantifolius Salisb. ex Knight
- Paranomus bolusii (Gand.) Levyns
- Paranomus bracteolaris Salisb. ex Knight
- Paranomus candicans Kuntze
- Paranomus capitatus Kuntze
- Paranomus centaureoides Levyns
- Paranomus dispersus Levyns
- Paranomus dregei Kuntze
- Paranomus esterhuyseniae Levyns
- Paranomus lagopus Salisb.
- Paranomus longicaulis Salisb. ex Knight
- Paranomus reflexus N.E.Br.
- Paranomus roodebergensis (Compton)
- Paranomus sceptrum-gustavianus Hyl.
- Paranomus spathulatus Kuntze
- Paranomus spicatus Kuntze
- Paranomus tomentosus N.E.Br.
- Paranomus spathulatus Kuntze
- Paranomus spicatus Kuntze
- Paranomus tomentosus N.E.Br.